# Elijah Canlas
Elijah Luiz Madiclum Canlas (Manila, 16 agosto 2000) è un attore e modello filippino famoso per aver recitato nel film Kalel, 15 e nella webseriae Gameboys.

## Biografia

### Giovinezza e studi
Canlas è nato a Manila il 16 agosto 2000. Secondo di tre fratelli, è affettuosamente chiamato Jelo dal fratello maggiore Jerom e dal fratello minore, JM. I fratelli Canlas sono tutti attori che hanno interpretato vari ruoli in film, teatro e televisione. Con la madre, Melong Lyn Canlas, che era un'attrice teatrale a Bacolod, sono stati esposti al teatro fin dalla tenera età.
Alla Junior High School, Elijah ha studiato arti teatrali alla Philippine High School for the Arts e ha terminato la Senior High School al MINT College. Attualmente sta conseguendo il Bachelor of Arts in Philippine Arts presso l'
University of the Philippines Manila, mentre persegue continuamente la sua carriera di attore.

### Carriera
Quando aveva 14 anni, ha debuttato come uno dei quattro personaggi principali nel film Sundalong Kanin (2014), diretto da Janice O'Hara.
Nel 2014, ha fatto un provino per il ruolo di protagonista in Kalel, 15 quando era ancora intitolato Son of God, ma è stato rifiutato perché il ruolo doveva essere assegnato a qualcuno che assomigliasse ad un figlio meticcio di un frate spagnolo. Quattro anni dopo, nel 2018, Canlas ha incontrato il regista Jun Robles Lana perché stava cercando un talent manager. Durante l'incontro, Lana ha improvvisamente detto che Canlas sarebbe potuto essere il protagonista del suo film nel ruolo di Kalel. Il film ha vinto numerosi premi come quello per il miglior regista al Tallinn International Film Festival in Estonia ed il primo premio per il miglior attore al 17° Asian Film Festival tenutosi a Roma.
Un anno dopo aver interpretato il suo ruolo nel film Edward (2019), la sua abilità di recitazione gli ha valso il premio come miglior attore non protagonista (PinakaPASADOng Katuwang na Aktor) dal Pampelikulang Samahan ng mga Dalubguro (PASADO), insieme ad altri candidati come Baron Geisler, Joross Gamboa e Ian Veneracion.
Nel maggio 2020, è stato scelto come uno degli attori principali della serie di YouTube, Gameboys. Prodotta da The IdeaFirst Company, è una serie boys love (BL) ambientata nelle Filippine che racconta la storia di due giovani che si ritrovano online durante la pandemia di COVID-19. Insieme a Kokoy de Santos nei panni di Gavreel Alarcon, Elijah ha recitato nei tredici episodi della webserie nei panni di Cairo Lazaro, uno streamer di giochi online emergente.
Alla fine del 2020, Netflix ha rilasciato una versione re-cut della serie, intitolata Gameboys Level-Up Edition.

## Filmografia

### Attore

#### Cinema
- Sundalong Kanin, regia di Janice O'Hara (2014)
- Tony, regia di Aika Rapay - cortometraggio (2014)
- Sakaling Hindi Makarating, regia di Ice Idanan (2016)
- 1-2-3, regia di Carlo Obispo (2016)
- Contestant#4, regia di Jared Joven e Kaj Palanca (2016)
- Ang Nagliliyab na Kasaysayan ng Pamilya Dela Cruz, regia di Miguel Louie De Guzman - cortometraggio (2018)
- Ang Totoong Kalaban, regia di Elijah Canlas - cortometraggio (2019)
- Edward, regia di Thop Nazareno (2019)
- LSS, regia di Jade Castro (2019)
- Babae at Baril, regia di Rae Red (2019)
- Kalel, 15, regia di Jun Robles Lana (2019)
- New Queer Visions: Seeing Is Believing, regia di Wes Hurley, Jared Joven, Hakim Mastour, Nathan M. Miller, Kaj Palanca, Jamieson Pearce, Tavo Ruiz e Anthony Schatteman (2020)
- How to Die Young in Manila, regia di Petersen Vargas - cortometraggio (2020)
- He Who Is Without Sin, regia di Jason Paul Laxamana (2020)
- Gameboys: The Movie, regia di Ivan Andrew Payawal (2021)
- Blue Room, regia di Ma-an L. Asuncion-Dagñalan (2022)
- Livescream, regia di Perci M. Intalan (2022)
- About Us But Not About Us, regia di Jun Lana (2022)
- Keys to the Heart, regia di Kerwin Go (2023)
- GomBurZa, regia di Pepe Diokno (2023)

#### Televisione
- Almost Paradise – serie TV, 1 episodio (2020)
- Paano ang Pasko? – serie TV, 94 episodi (2020-2021)
- My Fantastic Pag-ibig – serie TV, 3 episodi (2021)
- Regal Studio Presents – serie TV, 1 episodio (2022)
- Suntok sa Buwan – serie TV, 65 episodi (2022)
- Batang Quiapo – serie TV, 1 episodio (2023)
- Senior High – serie TV, 105 episodi (2023-2024)
- Life After Senior High, regia di Lino S. Cayetano e Onat Diaz – miniserie TV, 1 episodio (2024)
- High Street – serie TV, 10 episodi (2024)

#### Web series
- Past, Present, Perfect? – webserie, 6 episodi (2019)
- Unconditional – webserie, 10 episodi (2020)
- Gameboys – webserie, 22 episodi (2020-2022)
- Pearl Next Door – webserie, 1 episodio (2020)
- Misis Piggy – webserie (2022)

### Regista
- Ang Totoong Kalaban - cortometraggio (2019)

## Riconoscimenti
- 2015 – YCC Award[16]
  - Nomination Best Performance by Male or Female, Adult or Child, Individual or Ensemble in Leading or Supporting Role per Sundalong Kanin (con Isaac Cain Aguirre, Nathaniel Britt e Akira Morishita)
- 2015 – Star Awards for Movies[16]
  - Nomination Movie Child Performer of the Year per Sundalong Kanin
- 2020 – Asian Film Festival Rome[7][8][16][17][18][19][20]
  - Miglior attore per Kalel, 15
- 2020 – FAMAS Awards[16][21][22]
  - FAMAS Award al Miglior attore per Kalel, 15
  - FAMAS Netizens' Choice al Miglior attore per Kalel, 15
- 2020 – FAP Awards[16]
  - Nomination Miglior attore non protagonista per Edward
- 2020 – Gawad Urian Awards[16][23]
  - Miglior attore per Kalel, 15
- 2020 – Pista ng Pelikulang Pilipino[16][24]
  - Special Jury Prize per He Who Is Without Sin
  - Nomination Miglior attore per He Who Is Without Sin
- 2020 – CNN[24].
  - Attore dell'anno
- 2020 – PUSH Awards[25]
  - Nomination Breakthrough Star of 2020